# Julius Riemer
 (septembre 2022).
Si vous disposez d'ouvrages ou d'articles de référence ou si vous connaissez des sites web de qualité traitant du thème abordé ici, merci de compléter l'article en donnant les références utiles à sa vérifiabilité et en les liant à la section « Notes et références ».
 (juillet 2022).
La mise en forme du texte ne suit pas les recommandations de Wikipédia : il faut le « wikifier ».
Les points d'amélioration suivants sont les cas les plus fréquents :
- Les titres sont pré-formatés par le logiciel. Ils ne sont ni en capitales, ni en gras.
- Le texte ne doit pas être écrit en capitales (les noms de famille non plus), ni en gras, ni en italique, ni en « petit »…
- Le gras n'est utilisé que pour surligner le titre de l'article dans l'introduction, une seule fois.
- L'italique est rarement utilisé : mots en langue étrangère, titres d'œuvres, noms de bateaux, etc.
- Les citations ne sont pas en italique mais en corps de texte normal. Elles sont entourées par des guillemets français : « et ».
- Les listes à puces sont à éviter, des paragraphes rédigés étant largement préférés. Les tableaux sont à réserver à la présentation de données structurées (résultats, etc.).
- Les appels de note de bas de page (petits chiffres en exposant, introduits par l'outil «  Source ») sont à placer entre la fin de phrase et le point final[comme ça].
- Les liens internes (vers d'autres articles de Wikipédia) sont à choisir avec parcimonie. Créez des liens vers des articles approfondissant le sujet. Les termes génériques sans rapport avec le sujet sont à éviter, ainsi que les répétitions de liens vers un même terme.
- Les liens externes sont à placer uniquement dans une section « Liens externes », à la fin de l'article. Ces liens sont à choisir avec parcimonie suivant les règles définies. Si un lien sert de source à l'article, son insertion dans le texte est à faire par les notes de bas de page.
- La présentation des références doit suivre les conventions bibliographiques. Il est recommandé d'utiliser les modèles {{Ouvrage}}, {{Chapitre}}, {{Article}}, {{Lien web}} et/ou {{Bibliographie}}. Le mode d'édition visuel peut mettre en forme automatiquement les références.
- Insérer une infobox (cadre d'informations à droite) n'est pas obligatoire pour parachever la mise en page.

Pour une aide détaillée, merci de consulter Aide:Wikification.
Si vous pensez que ces points ont été résolus, vous pouvez retirer ce bandeau et améliorer la mise en forme d'un autre article.
Julius Riemer. (* 4 avril 1880 à Berlin ; † 17 novembre 1958 à Wittemberg) est un fabricant allemand, collectionneur d'histoire naturelle et d'ethnologie et le fondateur d'un musée.

## Vie de fabricant et de collectionneur
Julius Riemer a grandi comme premier enfant d'une famille de fabricants berlinois. En tant que fils aîné, il était destiné à être le principal héritier de la fabrique.
Toute sa vie, il s'est toutefois principalement intéressé à la science, qu'il n'a cependant pas pu pratiquer en raison de contraintes temporelles et familiales.
La collection devint alors un substitut pour lui : la visite du Musée d'histoire naturelle de Berlin, ouvert en 1889, en compagnie de son grand-père, fut une expérience clé pour le jeune Julius Riemer, alors âgé de neuf ans. Depuis, il collectionne les préparations zoologiques. Ainsi, à 14 ans, il possédait déjà plus de 30 animaux préparés. En contrepartie, il a parfois négligé l'école, ce qui a provoqué des conflits avec sa famille. Néanmoins, il finit par reprendre les ateliers de fabrication de ses parents et les agrandit. Dans le domaine de la production de gants en cuir, l'entreprise était leader en Allemagne dans les années 1940.
Riemer profitait régulièrement de ses voyages d'affaires en Allemagne pour enrichir sa collection. Pour ce faire, il entretenait des contacts avec des musées publics, des collectionneurs privés et des marchands. Il achetait et échangeait des objets et élargissait sans cesse ses connaissances. Riemer se procurait ses objets de collection sur tous les continents. Toute sa vie, il n'a pas entrepris de voyages en dehors de l'Europe, mais il a soutenu différents chercheurs qui lui ont envoyé des objets en remerciement. En outre, il achetait systématiquement des collections entières, par exemple en 1939, il acquit la collection de Eugen Hintz, qui comportait plus de 1000 objets ethnologiques d'Afrique et des mers du Sud. La collection contenait notamment des objets d'histoire naturelle et d'ethnologie. À la fin des années 1940, il possédait l'une des plus grandes et des plus précieuses collections privées d'histoire naturelle et d'ethnologie d'Allemagne. L'accent était mis sur l'Afrique et l'Océanie dans la partie ethnologique de la collection. Parmi les objets naturels, on trouvait des minéraux, des fossiles, des plumes, des crânes ainsi que des os, des plantes compressées, des mollusques et des insectes. Son principal intérêt était la zoologie - cette partie de la collection était connue pour être la meilleure et la plus vaste dans une collection privée en Allemagne.
La collection contient aujourd'hui encore plusieurs dizaines de milliers d'objets, dont certains de très grande valeur scientifique. Ainsi, le musée possède l'un des trois échantillons de peau de lamantin de Steller au monde, le squelette d'une anguille géante éteinte et une collection très systématique de pièces ethnographiques d'Océanie, ainsi que de grandes collections d'Afrique et quelques pièces d'Amérique.
À la suite de la guerre aérienne, Riemer décida de transférer une partie de sa collection dans sa maison de Sieversdorf et loua en outre des granges et autres terrains à des paysans. Les maisons de Riemer à Berlin ont été en partie gravement endommagées pendant la guerre. Lors de la destruction de sa villa urbaine non loin de la mairie rouge de Berlin en janvier 1944, environ un tiers de la collection a été perdu.
Les sites de fabrication de Riemer ont été en partie abandonnés après les destructions de la guerre, en partie associés après la guerre. Le frère cadet de Riemer a travaillé dans les années 1950 comme directeur de l'usine désormais publique près de Dessau.
Julius Riemer s'est marié trois fois en tout, bien que l'on ne dispose que de peu d'informations sur ses deux premiers mariages. Il a divorcé de sa première femme Luzie dans les années 1930 et sa deuxième femme Hedwig est décédée en 1945 des suites d'une longue maladie. Julius Riemer a été marié en troisièmes noces à partir de 1947 avec sa filleule, Charlotte Mathieu, muséologue de formation.

## Spéléologie et contact avec Benno Wolf
Riemer s'est engagé dans au moins 20 associations et sociétés scientifiques, entre autres dans la Société berlinoise d'anthropologie, d'ethnologie et de préhistoire qui existe encore aujourd'hui.
Il s'intéressait particulièrement à la spéléologie.
Julius Riemer entretenait des relations amicales avec le plus célèbre spéléologue allemand, Benno Wolf. Wolf était un chrétien baptisé, mais avait des racines juives. Durant la période de plus en plus difficile pour Benno Wolf période nazie, Riemer était un soutien important pour lui - il aidait Wolf autant qu'il le pouvait, y compris par des aides financières. Le legs de Benno Wolf, dans lequel il lègue son matériel scientifique à Julius Riemer, date du 5 septembre 1936 (KNOLLE 1990). À la demande de Wolf, Riemer prit également en charge la rédaction de la revue de la fédération principale de spéléologie à partir de 1937 ; seul le dernier numéro double de la revue est dû à la plume rédactionnelle de Florian Heller. Pendant un certain temps, Riemer fut également le président en exercice de l'association principale. Lorsque la pression des nazis se fit plus forte, Riemer se vit contraint, le 15 août 1939, de remplacer le Ahnenerbe-Reichsgeschäftsführer, condamné à mort par la suite lors du procès des médecins de Nuremberg. Wolfram Sievers de sa coopération afin d'apaiser les soupçons.
Le 11 mai 1941, le Reichsbund für Karst- und Höhlenforschung fut fondé à Salzbourg ; la Gleichschaltung de la spéléologie allemande et autrichienne était ainsi réalisée. Riemer se fit élire au conseil d'administration et occupa le poste de trésorier et de rédacteur - avec Florian Heller. L'ancienne Hauptverband continua d'exister.
En octobre 1942, Riemer renonça à ses fonctions "pour des raisons de santé" - en réalité, les raisons étaient différentes. Car le 6 juillet 1942, Benno Wolf - 71 ans - avait été arrêté par la Gestapo et transféré de Berlin au ghetto de Theresienstadt par le 17e convoi pour personnes âgées. déportation. Julius Riemer ne pouvait plus guère l'aider et ne savait pas non plus ce qui était arrivé à Wolf. Il écrivit en 1947 que Wolf avait alors "disparu sans laisser de traces". Les détails de la déportation et de la mort de Wolf ne purent être éclaircis qu'après l'effondrement du régime nazi.
Le 25 avril 1947, Riemer légua par procuration à la Naturhistorische Gesellschaft Nürnberg, Abteilung für Karstforschung, les documents de la succession de Benno Wolf qui se trouvaient à Pottenstein.

## Musée d'histoire naturelle et d'ethnologie

### Développement du musée jusqu'à sa fermeture en 2011
Après 1945, Julius Riemer reçut du pasteur provincial et biologiste Otto Kleinschmidt l'offre d'aménager un musée d'histoire naturelle et d'ethnologie dans le château de Wittenberg en tant qu'extension du foyer de recherche de l'Église qui s'y trouvait. Julius Riemer entretenait déjà depuis des décennies des contacts privés et professionnels avec Wittenberg et ses environs. En 1947, le déménagement de la collection était terminé. En 1949, les premières salles d'exposition furent inaugurées, 1954 la création du Musée d'histoire naturelle et d'ethnologie à partir de sa collection privée, qu'il a dirigé jusqu'à sa mort en 1958. Sa femme Charlotte Riemer, qui avait déjà soutenu son mari dans la création du musée en tant que muséologue de formation, poursuivit le musée et l'agrandit considérablement. Dans le cadre de la concentration des collections ethnologiques sur quatre sites prévue par la RDA, de nombreux prêts et donations d'autres musées sont parvenus au musée de Wittenberg qui, en tant que nouvelle fondation, complétait les trois sites traditionnels de musées ethnologiques de Leipzig, Dresde et Herrnhut.
Le musée occupait deux étages du château de Wittenberg. L'étage inférieur abritait l'exposition d'histoire naturelle avec les thèmes de l'évolution, de la systématique zoologique et de la physiologie, ainsi qu'une salle consacrée aux primates et aux ongulés ; les étages supérieurs accueillaient des expositions sur les cultures d'Afrique et d'Océanie, ainsi que des sections plus petites sur l'Égypte ancienne et l'Amérique précolombienne. Une zone consacrée à la nature de l'Océanie et une exposition spéciale sur l'ethnologie du Japon complètent la section ethnologique. Ce concept d'exposition a été réaménagé et modernisé après le décès de Mme Riemer, mais il a été conservé pour l'essentiel jusqu'en 2011.
Le directeur officiel du musée était, depuis 1990 et jusqu'à sa retraite en 2001, l'ethnologue Klaus Glöckner (décédé en 2018), qui a occupé différentes fonctions au musée depuis 1980. Durant cette période, il a organisé ou fait venir de nombreuses expositions temporaires au musée. Klaus Glöckner était particulièrement connu dans la région pour son intense travail d'éducation aux sciences naturelles.
À la mort de la veuve de Julius Riemer en 2002, la collection a été transmise à la ville de Wittenberg par un contrat d'héritage. La collection est ainsi devenue partie intégrante des collections de la ville, sous la direction d'Andreas Wurda.

### Entreposage de l'exposition et plans pour une nouvelle conception
Comme le château de Wittenberg a été entièrement rénové et réaménagé architecturalement à partir de 2011 en vue de l'année Luther 2017, l'exposition qui s'y trouvait avec des objets de la collection Julius Riemer a dû déménager et a été entreposée. Une collection plus importante d'objets ethnologiques, qui avait été conservée et exposée en prêt à Wittenberg, est retournée à son emplacement d'origine, le musée Mauretianum à Altenburg (Thuringe).
Une nouvelle utilisation étant prévue pour le château, la recherche d'un nouvel emplacement pour la collection restante a commencé. La possibilité d'un stockage permanent de la collection a également été envisagée. Une initiative citoyenne, qui s'est transformée à partir de 2013 en association Freundeskreis Julius-Riemer-Sammlung e.V., s'est au contraire engagée pour une nouvelle conception de la collection. Pour atteindre cet objectif, elle a organisé de nombreuses manifestations en faveur de la conservation de la collection et de sa réception muséale et scientifique. Pour ce faire, l'association a reçu le soutien de scientifiques de toute l'Allemagne. Depuis 2013, le primatologue Carsten Niemitz est le patron de l'association. parraine le cercle des amis de la collection Riemer.
Depuis 2014, la ville a présenté les premiers plans de réouverture de la collection Riemer dans le contexte du complexe muséal prévu sur la place de l'Arsenal.
En mars 2015, le rez-de-chaussée a été ouvert dans le Musée des collections municipales de l'arsenal à Wittenberg : Dix-huit "joyaux de la couronne" de la ville y sont exposés sur trois cents mètres carrés, dont trois objets de la collection de Julius Riemer, en référence à l'exposition permanente d'histoire naturelle et d'ethnologie prévue dans le même bâtiment et comprenant des pièces de la collection Riemer.

### La nouvelle exposition permanente "Le monde de Riemer"
Depuis le 21 décembre 2018, la collection dispose à nouveau d'une exposition permanente. Au deuxième étage de l'arsenal, environ 1 500 pièces de la collection de Julius Riemer sont présentées sur environ 500 mètres carrés de surface d'exposition. On y présente principalement et à parts à peu près égales des objets d'histoire naturelle et d'ethnologie. En outre, une petite zone d'exposition est consacrée à la biographie de Julius Riemer en tant que collectionneur et mécène. L'exposition, intitulée "Le monde de Riemer", a le caractère d'un magasin de mousse. Des contenus scientifiques sont transmis par le biais de 15 objets phares de l'histoire naturelle et de l'ethnologie, afin de rendre le grand nombre de pièces exposées plus didactiques. Au centre de l'exposition se trouve une installation sous forme de carrousel qui met en relation de manière ludique des objets ethnologiques et des objets de sciences naturelles. Cette exposition des collections municipales de Wittenberg a été élaborée au cours de plusieurs années de préparation en coopération avec le cercle des amis de la collection Julius Riemer. Il s'agit de la seule exposition ethnologique permanente en Saxe-Anhalt qui présente des pièces de différents continents,.

### Expositions spéciales d'ethnologie
En 2016, les collections municipales de Wittenberg, en coopération avec le cercle d'amis de la collection Julius Riemer, se sont à nouveau présentées au public avec une exposition spéciale d'ethnologie. Dans l'arsenal, l'exposition "Découverte de l'individu" des sculptures des Lobi d'Afrique de l'Ouest, qui provenaient de la collection de l'architecte berlinois Rainer Greschik. Par la suite, le collectionneur a remis une série d'objets à la ville. Ainsi, non seulement la tradition de donation d'objets ethnologiques initiée par Riemer s'est poursuivie, mais une ethnie qui n'était pas encore représentée dans la collection Riemer est venue enrichir les collections de la ville. L'exposition spéciale représentait délibérément un aperçu de l'exposition permanente prévue dans le même bâtiment.
Depuis décembre 2017, ce concept est poursuivi avec l'exposition spéciale comparative des cultures conçue pour la fin de l'année Luther "Objets de vénération - Témoignages matériels de la foi, de la révérence et de la commémoration dans les cultures de l'humanité".
Des reliques, des votifs et d'autres objets de culte de six continents et de trois millénaires y sont présentés. Pour la première fois depuis 2012, des objets d'histoire naturelle et d'ethnologie de la collection Julius Riemer ont été exposés dans un contexte thématique. Comme la majeure partie de la collection Riemer n'était pas encore disponible en vue de la nouvelle présentation prévue en 2018, cette exposition s'appuie essentiellement sur des prêts. La référence explicite à l'ancien sanctuaire de Wittenberg et la présentation pointue d'objets sélectionnés de la collection Riemer et des collections sur l'histoire de la ville ont permis de renforcer l'unité muséale de toutes les collections municipales dans l'arsenal, objectif visé pour la future exposition permanente. Pour les deux expositions temporaires, l'ethnologue Nils Seethaler a pu être engagé comme conseiller scientifique. Il a également négocié les prêts externes et organisé leur transfert à Wittenberg.